# Treddy Ketcham
William Tredwell (Treddy) Ketcham jr. (6 augustus 1919 - Lawrence, 18 juli 2006) was een Amerikaans militair in de Tweede Wereldoorlog en sportbestuurder.

## Levensloop
In 1941 begon Ketcham zijn studie aan de Yale-universiteit, in een tijd dat steeds meer landen betrokken raakten bij de Tweede Wereldoorlog. Deze onderbrak hij al vrij snel en hij meldde zich bij het Amerikaanse leger, waarvoor hij gedurende vijf jaar ingezet werd bij de mariniers.
Begin 1945 had hij in de oorlog in Azië het commando over de 1e compagnie, 3e bataljon in het 24e regiment van het United States Marine Corps. Tijdens de Landing op Iwo Jima werd hij op 24 februari gewond door een kogel in zijn arm en een granaatkartets in zijn been. Ondanks zijn verwondingen en bloedverlies weigerde hij geëvacueerd te worden. Met risico voor eigen leven leidde hij zijn troepen het strand af en zette vervolgens met succes de tegenaanval in tegen de rond twintig Japanse soldaten die hen onder vuur hadden genomen.
Na de oorlog studeerde hij verder aan de Yale Law School en slaagde hij voor zijn mastergraad in rechten. Vervolgens werkte hij enkele jaren in Londen voor het Amerikaanse ministerie van Buitenlandse Zaken, als speciaal assistent van de voorzitter van de NAVO.
Bij terugkeer in New York ging hij eerst aan de slag voor het advocatenkantoor Davis Polk & Wardwell en werkte hij daarna tot aan zijn pensionering in 1984 als speciaal raadsheer voor IBM.
Naast zijn professionele carrière was hij een fervent tennisser en squasher. Voor deze sporten was hij ook op het hoogste bestuurlijke niveau actief. Zo was hij voorzitter van de United States Squash Racquets Association en jarenlang directeur van de Amerikaanse afdeling van de International Lawn Tennis Club (USIC). Verder nam hij zitting in een groot aantal andere besturen, waaronder van de Saint Nicholas Society, een organisatie ter herinnering aan de Nederlandse nalatenschap in New York en genoemd naar Sint Nicolaas, het Riot Relief Fund en de Society of Colonial Wars van de staat New York.

## Erkenning
Voor zijn heldhaftige inzet tijdens de Landing op Iwo Jima, begin 1945, werd hij onderscheiden met het Navy Cross. Ook werd hij in 2001 met name genoemd als voorbeeldmarinier door de uitreiking van zowel de Algemene vrijheidsprijs van de Four Freedoms Awards als de prijs in de categorie Vrijwaring van vrees.

## Militaire loopbaan
|  | Private First Class, United States Marine Corps Reserve: oktober 1941 |
|  | Second Lieutenant, United States Marine Corps Reserve: 4 april 1942   |
|  | First Lieutenant, United States Marine Corps Reserve: 1 januari 1943  |
|  | Captain, United States Marine Corps Reserve: 1 november 1943          |
|  | Major, United States Marine Corps Reserve: (gepensioneerd 1958)       |

## Decoraties
- Navy Cross
- Four Freedoms Award